# 戀愛成雙
《戀愛成雙》是ASaProject在2022年4月28日發售的戀愛冒險類型成人遊戲，同年發售Fan disc《戀愛成雙 MiniAfterStory》（フタマタ恋愛 ミニアフターストーリー）共兩集。未來預定由Kagura Games、NekoNyan發售簡體中文版。

## 故事
古賀凪青由在參加聚會時由於一場誤會而被迫與十色煌交往，但是在不久後以前屢次向她告白失敗的信田結愛也突然答應交往，同時與兩人交往的凪青因此陷入兩難。

## 主要角色
古賀凪青
本作的主人公。
滑稽的性格，以自己的节奏生活。长期失眠，常常顶着黑眼圈，像没睡醒一样眯着眼。
因为被煌误会发生了一夜情，再加上一直保留回答的结爱突然答应了告白，突然背上了脚踏两条船的渣男名号。
嘴上说“已经脚踏两条船了也没办法”，对未来毫无打算，没有危机感。
信田結愛（聲優：春乃いろは）
才貌双全，举止大方，是受欢迎的风云人物，也是攻不可破的高岭之花。
从不会轻易暴露真面目或弱点，总是用自信满满地用看透一切的眼神看人。
与其说是女主角，不如说是最终BOSS一样。
不过因为喜欢恶作剧和捉弄别人
偶尔也会表现出调皮可爱的一面……大概吧
十色煌
海外長大，留学回来的混血女。喜欢吃章鱼烧。
平常给人很端庄的感觉，因为情感很丰富，经常“呼哇”的叫出来或者“呜诶诶~”地哭出来，情感很忙碌的样子。
又一次聚会喝醉后被主人公照顾了，醒来后误以为和对方发生了一夜情，于是要求他负责任。
有些怕生，不敢交朋友，但又超想要有朋友。室友蕾拉是唯一的挚友。
能细致感受别人情感，和别人共情的温柔的女孩子。唯一美中不足的是不会拒绝，容易被强势的人牵着走。
御子柴瑠衣（聲優：夏峰いろは）
隐藏的宅女，在社群網路上有名的Cosplayer。
是非常麻烦的深度宅，在大学里装成好孩子。现在很想要同为宅的朋友。
不知道为什么对结爱很执着，是唯一知道主人公在结爱和煌之间脚踏两条船的人。
说话方式强势，想要接近她需要一点勇气。虽然嘴上抱怨，但是实际上非常照顾人。
海野宮子
习惯人存在的流浪猫一样的性格，平常说的话和行动都很冷淡，有时突然凑过来，非常反复无常。
给人一种很沉稳冷静的印象，朋友出乎意料地不少，也挺积极于社交。
非常喜欢大海，经常从大学顺路去海边，或者休息日一个人发呆看海。
和主人公认识时间很长，距离也走得很近，经常被人误认为是情侣，不过本人倒是没有那个意思。

## 評價
《戀愛成雙》獲得萌系遊戲大賞2022的劇情獎，也獲得美少女遊戲大賞2022的綜合部門第11名、劇情部門第8名、繪圖部門第7名、音樂部門第9名、影片部門第8名。

## 外部連結
- 官方網站（日語）